# Eurytoma fossae
Eurytoma fossae är en stekelart som beskrevs av Bugbee 1967. Eurytoma fossae ingår i släktet Eurytoma och familjen kragglanssteklar. Inga underarter finns listade i Catalogue of Life.